# Къде си татко?
„Къде си татко?“ (на испански: Amarte asi) е испанска теленовела от 2005 г., главните роли са поверени на Литци, Алехандро Фелипе и Маурисио Очман.

## Сюжет
Това е нежна и красива история за много специално момче, което завладява сърцата на всички. Даден му е прякор: „Бобчо“.
Това е историята на Маргарита и Игнасио, млада певица и млад лекар. Тя е обикновена и доверчива млада жена, а той е скоро дипломиран лекар, който тъкмо се е върнал в родното си градче, за да се заеме с професионалната си реализация. Игнасио не си спомня нощта, в която за винаги се е променил живота на Маргарита. Въпреки забравата от страна на Игнасио, въпросната нощ има последствия: син.
Маргарита работи като певица в трио от мариачи, които се изявяват в най-популярния ресторант. За Маргарита любовта е само в текстовете на песните които пее, нищо повече. След злощастната нощ, през която се променя нейния живот, тя се превръща в огорчена жена, която си припомня, че е била дрогирана и изнасилена. Въпреки че знае името на виновника за нейните страдания, тя не може да потърси справедливост без да знае, че Игнасио е невинен и е бил заблуден, че онази нощ е била изпълнена със страст.
Фрихолито вече е на шест години и има за приятел един много специален мъж: Игнасио. Независимо че не знаят за биологичната връзка между тях от самото начало, Игнасио играе ролята и мечтае малкият да бъде негов син. Маргарита е много притеснена от факта, че синът се е сближил с мъжа, когото тя мрази, мъжът, когото обвинява за своето нещастие.
Съдбата принуждава Маргарита да си потърси работа на пълен работен ден. Накрая тя започва работа не къде да е, а именно за семейството на Игнасио. Братът на Игнасио е вдовец, който трябва сам да се грижи за двете си дъщери, за които се налага Маргарита да се грижи. Той се чувства привлечен от новата бавачка. Скоро това увлечение прераства в любов и ще обърне събитията срещу Игнасио, който става жертва на Шантал и нейния план да го направи свой съпруг. Шантал и майка ѝ Лукресия се превръщат в най-злите врагове на Маргарита.
Светът на Фрихолито се изпълва с много нови емоции. Той е добро дете, което единствено иска да помогне на майка си, а също така иска да има баща. Отричайки в реалния живот нуждата си от баща, малкият всяка нощ сънува/мечтае да има баща.
Игнасио застава пред олтара с Шантал, въпреки че само Бог знае как е стигнал до там. От друга страна Маргарита приема предложението за брак на Франсиско в стремежа си да осигури на сина си стабилността, от която той отчаяно се нуждае.

## Актьорски състав
- Алехандро Фелипе – Игнасио Лизарага „Бобчо“
- Литци – Маргарита Лизарага
- Маурисио Очман – Игнасио Рейес „Начо“
- Карла Петерсон – Шантал
- Роберто Матеос – Франсиско Рейес
- Диего Оливера – Грегорио Валбуено
- Хорхе Суарес – Давид
- Едгар Вивар – Дон Педро
- Лилиана Родригес – Анунсиасион Рейес
- Леонардо Хуарес – Тоньо Валбуено
- Исамар Гонсалес – Даниела Рейес
- Мариана Бейер – Дулсе Рейес
- Марита Байестерос – Лукресия Гонзалес
- Ирене Алмус – Адела
- Енок Леаньо – Хуан Тенорио
- Серхио Очоа – Висенте
- Кристина Ромеро – Росита
- Мерседес Скапола – Олга
- Макси Гионе – Лучо
- Ванеса Робиано – Кармен
- Пиетро Джан – Салвадор
- Алдо Пастур – Моралес
- Гидо Масри – Темо
- Маурисио Родригес – Паточо
- Тина Ромеро – Еванхелина
- Хорхе Шуберт – Рамиро

## В България
В България теленовелата е излъчена през 2006-2007 г. по bTV всеки делничен ден от 13:30.